# Garré (Cameroun)
Pour les articles homonymes, voir Garré.
Garré (ou Mallam Garré) est une localité du Cameroun située dans l'arrondissement de Petté, le département du Diamaré et la région de l’Extrême-Nord. Elle fait partie du canton de Malam Petel.

## Population
Lors du recensement de 2005, on y a dénombré 1 242 personnes.